# Comisaría del Putumayo
La comisaría del Putumayo fue una antigua entidad territorial de Colombia que correspondía a los hoy departamentos del Putumayo y Amazonas, ubicados al sur del país, la provincia de Sucumbíos en Ecuador, parte del departamento de Loreto en Perú (concretamente la actual provincia de Putumayo) y del Estado Amazonas en Brasil. La entidad fue creada por decreto N°177 del 18 de febrero de 1905 con parte del área del antiguo territorio del Caquetá.
El territorio del Putumayo fue objeto de sucesivas modificaciones en su configuración territorial. En 1912 fue recreado por medio del Decreto 320 a partir de los territorios que habían sido incorporados a los departamentos de Cauca y Nariño; en 1920 sus límites son ajustados a través del Decreto 82, pero debido a la redefinición de la frontera entre Colombia y Perú en 1928 se señalaron nuevas delimitaciones para las comisarías del Caquetá y del Putumayo, y creándose además la del Amazonas a partir de los territorios más orientales de estas dos.
El 16 de septiembre de 1943 se fijaron los límites con el departamento de Nariño, pero en 1953 se suprimió la comisaría y su territorio fue anexado a este último. El decreto 131 de 1957 restableció la comisaría del Putumayo con el territorio que el actual departamento homónimo ostenta, y con la ley 72 del 26 de diciembre de 1968 se creó la intendencia del Putumayo la cual heredó el territorio perteneciente a la hasta entonces comisaría.

## División territorial
La comisaría del Putumayo estaba conformada por los siguientes municipios, de acuerdo al censo del año 1964:
Mocoa (13.059 hab.), Puerto Leguízamo (7.499), Colón (1.805), San Francisco (3.125), Santiago (4.987), Sibundoy (4.928), Puerto Asís (14.406) y Villa Amazónica (6.475).